# Jaap-Derk Buma
Jaap-Derk Buma, född den 27 augusti 1972 i Haag, Nederländerna, är en nederländsk landhockeyspelare.
Han tog OS-guld i herrarnas landhockeyturnering i samband med de olympiska landhockeytävlingarna 2000 i Sydney.